# Hold Me Now
"Hold Me Now" je pjesma Johnnyja Logana iz 1987. godine. Glazbu i stihove pjesme napisao je sam Logan. Logan je s ovom pjesmom 1987. godine predstavljao Irsku na Pjesmu Eurovizije 1987. u Belgiji i osvojio prvo mjesto s ukupno 172 boda. Ovo je bila Loganova druga pobjeda na Eurosongu (nakon Eurosonga 1980. i pjesme "What's Another Year?") čime je postao jedini izvođač koji je dva puta pobijedio na Eurosongu. Logan će 1992. postati i trostruki pobjednik, ovaj put kao autor pjesme Linde Martin "Why Me?". 
Ova je pjesma jedna od rijetkih pobjedničkih pjesama koje je u potpunosti napisao autor i danas se smatra jednim od vrhunaca Eurosonga. Na posebnom showu 2007. na kojem se slavilo 50 godina Eurosonga, ova je pjesma proglašena trećom najboljom pjesmom na Eurosongu (nakon "Waterlooa" i "Nel blu dipinto di blu").
Nakon što je Logan proglašen pobjednikom bio je toliko shrvan emocijama da nije uspio dosegnuti vrhunac pjesme prilikom ponovnog izvođenja. Kao što je već 1980. napravio, nakon pobjede, ponovo je izjavio: "Volim te Irska!". 
Pjesma je izvedena 12. po redu, nakon Danske pjesme "En lille melodi" koju su izvodili Anne-Cathrine Herdorf i Drengene, te prije Jugoslavije i Novih fosila i njihove pjesme "Ja sam za ples". Na kraju glasovanja, Logan je osvojio 172 boda i prvo mjesto.
Logana je kao irskog predstavnika 1988. nasljedio Jump The Gun s pjesmom "Take Him Home", a na mjestu pobjednika Celine Dion s pjesmom "Ne partez pas sans moi" koju je pjevala predstavljajući Švicarsku.

## Uspjeh na glazbenim ljestvicama
| Država            | Vrhunac |
| ----------------- | ------- |
| Švicarska         | 6       |
| Austrija          | 4       |
| Nizozemski TOP 40 | 3       |
| Švedska           | 2       |
| Norveška          | 2       |